# Ed Schafer

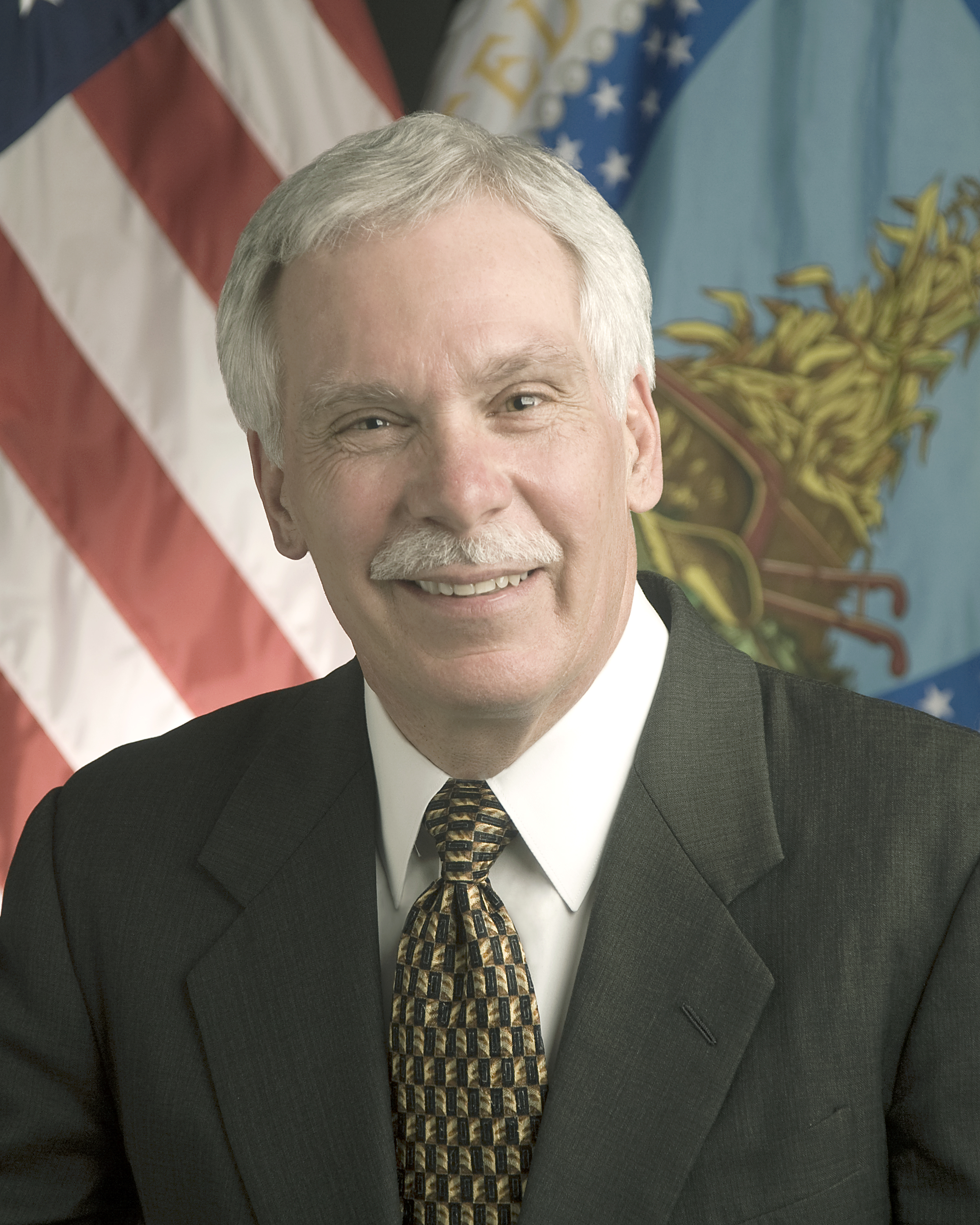
Ed Schafer (2008)

Edward Thomas „Ed“ Schafer (* 8. August 1946 in Bismarck, North Dakota) ist ein US-amerikanischer Politiker der Republikanischen Partei. Er war von 1992 bis 2000 Gouverneur des Bundesstaates North Dakota sowie von 2008 bis 2009 Landwirtschaftsminister im Kabinett von US-Präsident George W. Bush.

## Frühe Jahre und politische Anfänge
Ed Schafer besuchte bis 1969 die University of North Dakota und anschließend die University of Denver. Nach dem Studium arbeitete er in der Handwerksfirma seines Vaters, deren Leiter er zwischen 1978 und 1985 war. Schafer begann seine politische Laufbahn 1990, als er bei den Wahlen zum US-Repräsentantenhaus antrat und mit 35 Prozent der Wählerstimmen gegen den Demokraten Byron Dorgan einen Achtungserfolg erzielte.

## Gouverneur von North Dakota
Bei den Gouverneurswahlen in North Dakota war er nach dem Rücktritt des populären Amtsinhabers George Sinner nicht der Favorit. Allerdings kam es zu einer parteiinternen Vorwahl zwischen den beiden Gegenkandidaten der Demokraten, Attorney General Nicholas Spaeth und Senatspräsident William S. Heigaard. Heigaard gewann zunächst beim Parteikonvent, während Spaeth, ein Abtreibungsgegner und Befürworter von staatlichen Investitionen zur Wirtschaftsentwicklung, die Vorwahlen vom Juni 1992 mit 65:35 Prozent für sich entschied.
Bei den Wahlen war die wirtschaftliche Entwicklung das zentrale Thema. Spaeth, der den staatlichen Wachstumsplan (Growing North Dakota Plan) förderte, warf Schafer im Wahlkampf vor, Vorteile durch Darlehen und Steuersenkungen aufgrund dieses Planes für seine eigenen wirtschaftlichen Interessen zu ziehen. Schafer setzte sich dagegen für kommunale und private Wirtschaftsförderungen ein. Bei der Wahl erzielte Schafer eine beachtliche Mehrheit von 58 Prozent gegenüber Spaeth, der lediglich 41 Prozent der Stimmen erhielt. Dabei konnte Schafer in allen größeren Städten und in 40 der 47 Wahlbezirke siegen. Daneben erhielt er 60 Prozent der Stimmen bei den unter 60-jährigen Wählern, während Spaeth andererseits 55 Prozent der Stimmen bei den über 60 Jahre alten Wählern erzielte. Damit wurde Schafer Nachfolger von George Sinner als Gouverneur von North Dakota.
Nach zwei Jahren Amtszeit verfolgte er eine Politik der Steuersenkung und einer „schlanken Regierung“ (Rightsizing Government). Für die Schaffung von 15.000 neuen Arbeitsplätzen und den Anstieg der Bevölkerung seit mehr als zehn Jahren erhielt er weitgehend Anerkennung. Die Republikanische Partei gewann 1994 nicht nur die Staatswahlen, sondern auch die Kontrolle im Staatssenat. Schafer wurde zunehmend populärer und erhielt bei seiner Wiederwahl zum Gouverneur 1996 mit 66 Prozent der Stimmen eine überwältigende Mehrheit gegenüber dem demokratischen Senator Lee Kaldor. Im Jahr 2000 wurde er als Gouverneur von seinem Parteifreund John Hoeven abgelöst.

## Weitere Karriere
Schafer verzichtete im Jahr 2004 darauf, gegen US-Senator Byron Dorgan anzutreten, obwohl ihn führende Republikaner drängten, bei dieser Wahl zu kandidieren. Im Januar 2008 wurde er von Präsident Bush als Nachfolger von Landwirtschaftsminister Mike Johanns nominiert. Kent Conrad, zweiter demokratischer US-Senator aus North Dakota, plädierte für eine frühere Anhörung durch den Senat, um es Schafer zu ermöglichen, der State of the Union Address als Kabinettsmitglied beizuwohnen. Dies wurde möglich, nachdem der Senat seine Ernennung einstimmig bestätigt hatte.
Nach der Amtseinführung des neuen Präsidenten Barack Obama wurde Schafer im Januar 2009 von Tom Vilsack abgelöst.